# 陳飛鵬
陳飛鵬（1941年—2022年9月23日），生於上海法租界，中華民國企業家，籍貫福建泉州南安，為南僑集團創辦人陳榮恭次子，曾任南僑集團副會長。

## 生平
其父陳榮恭，為菲律賓華僑。其母蘇慈懿，為印尼華僑。兩人結婚後，在上海法租界經營華強布廠及華強染織廠。陳飛鵬為家中次子，其兄陳飛龍。陳飛鵬在上海出生，幼年時因中國抗日戰爭，其母曾帶其兄弟二人至福建泉州避難。在第二次世界大戰結束後，全家返回上海。1948年，其父帶全家，乘飛機至台北參與台灣省博覽會。因第二次國共內戰，於1949年上海戰役前夕，其父親帶全家移居至台北。
初中及高中就讀國立臺灣師範大學附屬高級中學，大學畢業於東吳大學經濟系。在大學三年級開始參與家族企業，進入南僑化工。在1974年其父親過世後，與其兄陳飛龍共同接管家族事業。
在家族事業外，陳飛鵬積極參與政治活動，曾任台北市政府市政顧問、台北市經濟發展委員會委員、全國工業總會常務理事、台北市工業會理事長等職。
2022年因病去世，享壽80歲。